# Будинок присутніх місць (Новгород-Сіверський)
Будинок присутніх місць — пам'ятка історії місцевого значення в Новгород-Сіверському. Зараз у будівлі розміщується Новгород-Сіверський фаховий медичний коледж.

## Історія
Рішенням виконкому Чернігівської обласної ради народних депутатів від 17.11.1980 № 551 надано статус «пам'ятника історії місцевого значення» з охоронним № 1287 під назвою «Будинок, де у січні 1918 року проходив повітовий з'їзд рад». Встановлено інформаційну дошку.
Наказом Департаменту культури та туризму, національностей та релігій Чернігівської обласної державної адміністрації від 12.11.2015 № 254 для пам'ятника використовується нова назва — «Будинок присутніх місць». Крім того, пропонувалася назва «Будинок купця Сербіна».

## Опис
Будинок збудований у 1866 році на розі сучасних вулиць Губернської та Воздвиженської. До жовтня 1917 року 2-й поверх займала міська управа та міщанський клуб.
Двоповерховий, Г-подібний у плані будинок, площею 3648 м². Перший поверх — цегляний із 15 кімнатами, другий — дерев'яний із 14 кімнатами, обкладений цеглою. Фасад першого поверху прикрашений рустикою. У 1974 році було збудовано цегляну прибудову.
5 січня 1918 року в будинку проходив Перший повітовий з'їзд Новгород-Сіверської ради робітничих, селянських та червоноармійських депутатів; проголошено радянську владу в Новгород-Сіверському повіті. У повітовий виконком були обрані: С. В. Ромченко (глава), Л. Д. Печенко (заступник), П. В. Дубко, Г. Л. Богданова, М. Г. Сала. Делегатом на III Всеросійському з'їзді Рад було обрано С. В. Ромченка.
Після проголошення радянської влади тут розмістився народний суд, у 1934—1936 рр. — земельний відділ.
З 1936 (за іншими даними з 1938) року в будинку розміщується Новгород-Сіверське медичне училище, засноване 1936 року як дворічна школа акушерок і медсестер. У 1988/1989 навчальному році на 2 відділеннях (медсестер та фельдшерському) навчалося 445 учнів та учениць, працювало 63 викладачі та викладачки.
1967 року на фасаді будинку було встановлено меморіальну дошку повітового з'їзду рад (мармур, 0,9х0,6 м), нині демонтовано.
Зараз у будівлі розміщується Новгород-Сіверський фаховий медичний коледж.